# 塞多姆 (紐約州)
塞多姆（英語：Sodom）是位於美國紐約州帕特南縣的非建制地區。

## 地理
塞多姆所處的海拔為高於海平面112米（即367英呎），而該地所採用的時區為UTC-5，即北美东部时区（EST）。同時該地設有夏令時間，為UTC-5調快一小時，即UTC-4（EDT）。